# Estudi de cinema de Xi'an
Xiying Film Group Co. Ltd. (xinès simplificat: 西部电影集团有限公司, pinyin: Xībù diànyǐng jítuán yǒuxiàn gōngsī, literalment 'Grup de cinema de l'oest'), conegut com Xiying Group (xinès simplificat: 西影集团, pinyin: Xī yǐng jítuán), és una empresa cinematogràfica ubicada al número 508 del carrer Xiying, al districte de Yanta, Xi'an, província de Shaanxi, a la República Popular de la Xina.
És una empresa dedicada a la producció de pel·lícules i sèries de televisió, així com el turisme cultural i les indústries dels mitjans de comunicació. A partir del 2019, Xiying compta amb més de 700 empleats. :261 El seu predecessor fou l'estudi de cinema de Xi'an (xinès simplificat: 西安电影制片厂, pinyin: Xī'ān diànyǐng zhìpiànchǎng, literalment 'estudi de cinema de Xi'an'), establert el 1958. És la base de producció cinematogràfica més antiga i més gran al nord-oest de la Xina. Ha produït una sèrie de pel·lícules reeixides internacionalment, com "Red Sorghum", "Old Well", "Black Cannon Incident" i "King of Children", i ha produït obres de directors famosos com Wu Tianming, Zhang Yimou, Tian Zhuangzhuang o Chen Kaige. El 30 de novembre de 2021, el Ministeri d'Indústria i Tecnologia de la Informació va incloure en el cinqué lot de la llista del patrimoni industrial nacional.

## Història

### Estudi de cinema de Xi'an

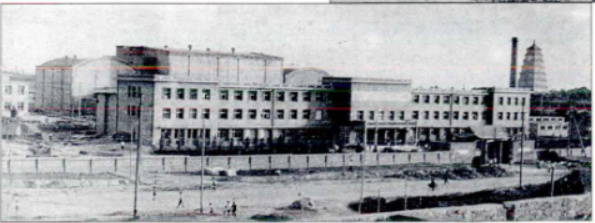
L'estudi de cinema de Xi'an, en fase de construcció.

El 23 d'agost de 1958 es va establir oficialment l'estudi de cinema de Xi'an, amb Zhong Jiming com a director i Dong Xibin com a director adjunt i també com a secretari en funcions del partit. Tot i que l'estudi de cinema Xiying s'havia establert oficialment, la construcció de l'estudi acaba de començar. Tenint en compte la situació del Gran Salt Endavant, que tenia lloc en aquell moment, l'estudi Xiying va presentar consignes com "construir una fàbrica mentre es produeix". Immediatament, va començar el rodatge de diversos tipus de pel·lícules, que van ser processades i produïdes per l'antic estudi. El juny de 1960, després de dos anys de construcció, l'àrea de construcció de l'Estudi de cinema Xiying va assolir uns 26.000 metres quadrats. Tenien uns objectius de producció anual de 8 llargmetratges, 48 pel·lícules de divulgació científicia, educatives i documentals de notícies, suposant les últimes un 80% del total produït.

#### Inicis

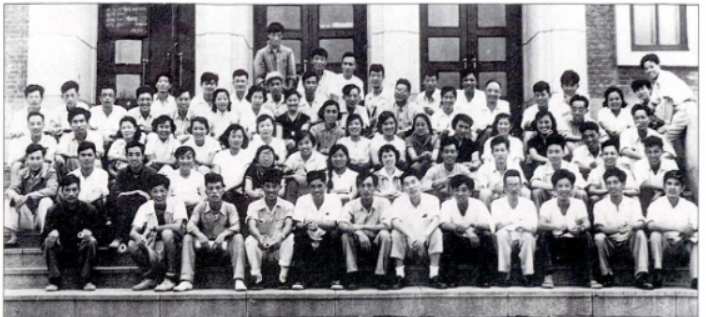
El 1958, una foto de grup del grup de pràctiques de l'estudi de cinema de Xi'an i els quadres provinents de l'estudi de Changchun que donaven suport a l'estudi de Xi'an.

Durant els primers huit anys de l'establiment de l'estudi, el personal de Xiying no estava familiaritzat amb les característiques de la creació d'art cinematogràfic i es va vore influenciat per les tendències ultraesquerranistes de l'època. Tot i que algunes de les pel·lícules rodades van ser populars entre el públic, la majoria eren de baixa qualitat. En aquell moment, Xiying Film va aprofitar la situació en els fronts literari i cinematogràfic, es va centrar en les disciplines artístiques, va promoure la democràcia artística a través de comités d'art i altres formes, i va fomentar la creativitat del personal creatiu i tècnic i va rodar "L'espurna de la vida", "The Peach Blossom Fan", "Red Tianshan Flowers" i altres reeixides pel·lícules.

#### Fase inicial de la reforma
El maig de 1955, Wang Lanxi, l'aleshores director del Departament de Cultura Cinematogràfica, i Situ Huimin, director adjunt, juntament amb dos experts soviètics, Zhuravlev i Belyaev, d'acord amb la decisió del Comité Central del Partit Comunista de la Xina d'establir una base de producció cinematogràfica al nord-oest, van anar a Xi'an per a supervisar la ubicació de l'estudi. Finalment, es va decidir seleccionar el lloc de la fàbrica al costat est de la Pagoda Dayan. El setembre del mateix any, la Comissió Nacional de Construcció va aprovar la construcció de l'estudi de cinema de Xi'an. El 4 de març de 1956, el Departament de Propaganda del Comité Central del Partit Comunista de la Xina i el Ministeri de Cultura van decidir establir l'estudi de cinema de Xi'an, i el Departament de Cultura Cinematogràfica va enviar a Luo Mao perquè fos responsable dels preparatius. L'abril del mateix any es va establir l'Oficina Preparatòria de l'estudi de cinema de Xi'an, amb Luo Mao com a director. l'estudi de cinema de Xi'an va començar el desembre de 1957 i es va completar a principis de l'estiu següent.

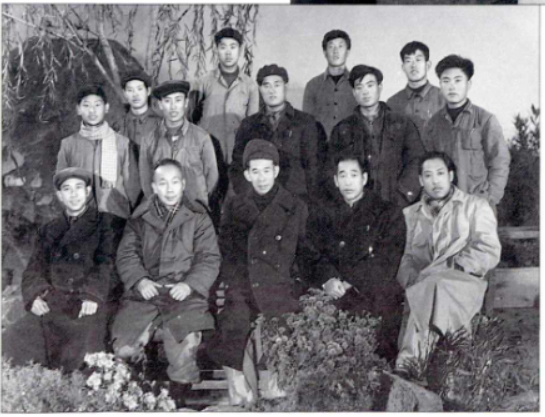
L'any 1960, els líders de l'estudi de cinema de Xi'an es van fer una foto de grup amb els empleats de l'equip d'il·luminació de l'estudi. A la primera fila a la dreta hi ha el director Sanfu, el secretari del Comité del partit de la fàbrica Dong Xibin, el director de la fàbrica Zhong Jiming, el subdirector tècnic Wang Zhongxi i assistent de direcció Jiang Yingzong.

La Revolució Cultural va esclatar el 1966. El setembre del mateix any, el Comité del Partit de l'estudi de cinema de Xi'an va establir el Comité Preparatori de la Revolució Cultural de Xiying. A finals d'octubre, es va establir el Comité Provisional de la Revolució Cultural Xiying i es van establir organitzacions de masses com el "Cos Lu Xun" i "Dongfanghong". El febrer de 1967, l'organització de masses Xiying va prendre el lideratge de l'estudi. El Comité Revolucionari de Xiying es va establir el 30 de juliol de 1968. Durant aquell període, molts quadres van ser perseguits, i 48 persones que es considerava que tenien problemes greus van ser enviades a la "Classe d'estudis per lluitar contra l'autogovern i criticar el cultiu" per a la seua revisió. Durant els deu anys de la Revolució Cultural, des de maig de 1966 fins a octubre de 1976, excepte els dos anys de 1973 i 1975, Xiying no va produir cap llargmetratge durant els huit anys restants i va caure en la situació de no tindre valor de producció i pèrdues contínues. Va rebre un préstec estatal de més de 2,69 milions de iuans.

#### Tornada a la normalitat
Després que la Banda dels Quatre fóra empresonada l'octubre de 1976, l'any següent el Comité Provincial del Partit de Shaanxi va enviar un grup de treball al l'estudi de cinema de Xi'an per investigar persones i coses relacionades amb el grupuscle ultraesquerrà. El 1979, l'estudi va rehabilitar un grup de quadres que van patir durant la Revolució Cultural. Al llarg de l'any es van produir un total de 5 pel·lícules, entre les quals "The Trill of Life" va ser seleccionada com a pel·lícula de regal pel 30 aniversari del Dia Nacional de la República Popular de la Xina, i va guanyar el premi de pel·lícula d'història excepcional de 1979 del Ministeri de Cultura, convertint-se en la primera pel·lícula a guanyar un premi des de la creació de l'estudi.
El març de 1980, el Comité del Partit Provincial de Shaanxi va nomenar Tian Wei com a secretari del Partit i director de l'estudi Xiying. En vista de la situació de l'empresa en aquell moment, Tian Wei creia que alguns antics directors, que havien viscut la Revolució Cultural, no tenien vitalitat, per la qual cosa va impulsar un grup de joves directors com Teng Wenji, Wu Tianming, Yan Xueshu, etc. una base suficient i necessària per al desenvolupament futur de Xiying. També va filmar pel·lícules conegudes com "The Tenth Single Hole", "Love and Legacy" i "Flying Swallows".
L'incident de Xi'an, l'any 1981, va ser la primera pel·lícula històrica revolucionària d'escala èpica produïda per l'estudi de cinema de Xi'an des de la seua creació. El rodatge es va completar el setembre del mateix any, rebent bones crítiques de les autoritats, i Hu Yaobang també va elogiar la pel·lícula després de visionar-la. La pel·lícula va ser un èxit de taquilla quan es va projectar a Hong Kong l'any 1983. Mitjans de comunicació de Hong Kong com "Wen Wei Po", "Xin Bao" i "New Evening News" van elogiar molt la pel·lícula. L'èxit de Xi'an shibian va canviar la imatge general de l'estudi, i també va revelar el seu potencial i els fonaments de l'estudi i els seus directors per fer grans recaptacions històriques.

#### Període de bonança
El 1983, Xiying va completar el rodatge de 10 llargmetratges. Entre ells, "River Without Navigation Beacon" va guanyar el segon premi del Ministeri de Cultura de 1983, i va ser seleccionat per a ser projectada al Festival Internacional de Cinema de Hong Kong el 1984. També va guanyar dos premis al IV Hawaii International Film Festival als Estats Units. Aquella fou la primera vegada que la pel·lícula de Xiying guanyava un premi en un festival internacional de cinema i va servir per assentar la reputació internacional de Xiying. :33
El 1982, mor el llavors director de l'estudi Tian Wei, sent succeït per Wu Tianming. Durant el seu mandat com a director, va reclutar a Zhang Yimou, Huang Jianxin i Gu Changwei com a grup de nous talents amb èxits artístics, i esdevindrien cineastes de fama arreu de la Xina i fins i tot internacionalment. :33
De 1984 a 1988, 8 pel·lícules de l'estudi van guanyar 12 premis a nivell nacional i 11 premis internacionals. Entre ells, "Old Well" va guanyar 4 premis al Festival Internacional de Cinema de Tòquio, "Red Sorghum" va guanyar el premi Golden Bear al Festival Internacional de Cinema de Berlín i "Life", "Black Cannon Incident", "Wild Mountain", entre d'altres pel·lícules, van guanyar premis o van rebre premis nacionals i estrangers. El 1989 va ser l'any més gloriós per a Xinying des de la seua fundació. Els 11 llargmetratges que va produir, entre ells "El rei dels escacs" i "El Fènix i el drac", van guanyar 11 premis internacionals, 3 premis governamentals, el Golden Rooster Award i el Premi Cent Flors, generant un benefici de 3.459 milions de iuans en tot l'any.

#### Transició al mercat
A la dècada del 1990, la popularitat de la televisió va desviar l'audiència cinematogràfica, provocant que tota la indústria entrara en recessió. Tots els principals estudis cinematogràfics de la Xina entren en un estat de depressió, i Xinying no va ser una excepció. El 1990, Wu Tianming, l'aleshores director, va mudar-se als Estats Units i Li Xudong va assumir el càrrec de director. Després que Li Xudong va prendre el càrrec, va formular una sèrie de sistemes de gestió per estandarditzar la gestió de la producció cinematogràfica, i també es va canviar la direcció de producció cinematogràfica, prioritzant els beneficis econòmics sobre la rellevància artística. Entre 1990 i 1992, Xinying va produir reeixides pel·lícules que van guanyar premis a casa i a l'estranger, com ara "Two Flags", "Mom" i "Ju Dou". :44-46
El 1992, per adaptar-se al mercat cinematogràfic, les pel·lícules produïdes per Xiying s'enfoquen en l'entreteniment i l'ambientació en la vida urbana, amb obres com la comèdia urbana "My Son Opens a Cabaret", dirigida per Chen Peisi i Ding Xuan, i "Stand Up Straight" dirigit per Huang Jianxin. Pel·lícules com "Don't Get Down" i "The Kiss" dirigides per Chen Xingzhong, es van rodar en aquell període. :48

#### Era de la coproducció
Entre 1993 i 1999, Xiying va produir en sèrie molts llargmetratges de coproducció, amb títols com "In That Faraway Place" (1993), "Back to Back, Face to Face" (1994), "Westward Journey (Episodis 1 i 2 )" (1995), "Qin "Ode" (1996), "Love Malatang" (1997), "My 1919" (1999) i d'altres. Entre elles, les dos pel·lícules "Westward Journey" van aportar vora 10 milions d'ingressos de taquilla. :49-54
Durant la dècada del 1990, Xiying s'incorpora a la tendència de l'economia de mercat i va especialitzar-se en les coproduccions. Han entrat molts capitals estrangers, així com capitals de Hong Kong i Taiwan. Xiying també ha produït moltes obres de cinema populars amb una mentalitat oberta, cooperativa i inclusiva. :56

### West Movie Co., Ltd.
El 30 de maig de 2000, l'estudi de cinema de Xi'an va unir forces amb huit companyies, incloent-hi Shanghai Xicheng Industrial Co., Ltd. i Xi'an Tianhui Information Co., Ltd. per a formar Xiying Co., Ltd., convertint-se en la primera empresa privada amb propietat accionarial de la indústria cinematogràfica xinesa.:56 El juny del mateix any, la reorganització formal va ser aprovada pel govern popular provincial de Shaanxi i l'administració estatal de ràdio, cinema i televisió, i es va establir oficialment el 17 d'agost. Des d'aleshores, l'estudi de cinema de Xi'an també s'ha transformat d'una empresa cinematogràfica de propietat estatal a un grup d'inversió amb capital diversificat. El negoci de producció cinematogràfica s'ha transferit a Xiying Co., Ltd., mentre que l'estudi de cinema de Xi'an només serveix com a marca. :56

### Grup de cinema

#### inicis
El 20 d'agost de 2001, el Departament Central de Propaganda, l'Administració Estatal de Ràdio , Cinema i Televisió i l'Administració General de Premsa i Publicació van emetre conjuntament les "Diverses opinions sobre l'aprofundiment de la reforma de la premsa, la publicació, la ràdio, el cinema i la televisió", que esmentava la creació de sis grans grups industrials de cinema.:57 A partir d'aquell document, el novembre de 2003, es va establir oficialment el Western Film Group, successor de l'estudi de cinema de Xi'an.

El 8 de maig de 2009, amb l'aprovació de l'Administració Estatal de Ràdio, Cinema i Televisió i el Comité del Partit Provincial de Shaanxi i el Govern Provincial, es va establir oficialment Western Film Group Ltd, amb personalitat jurídica independent. L'establiment de l'empresa marca que després de més de 20 anys de desenvolupament i reforma, Xiying s'ha convertit oficialment en una empresa cinematogràfica estandarditzada i una entitat de mercat.

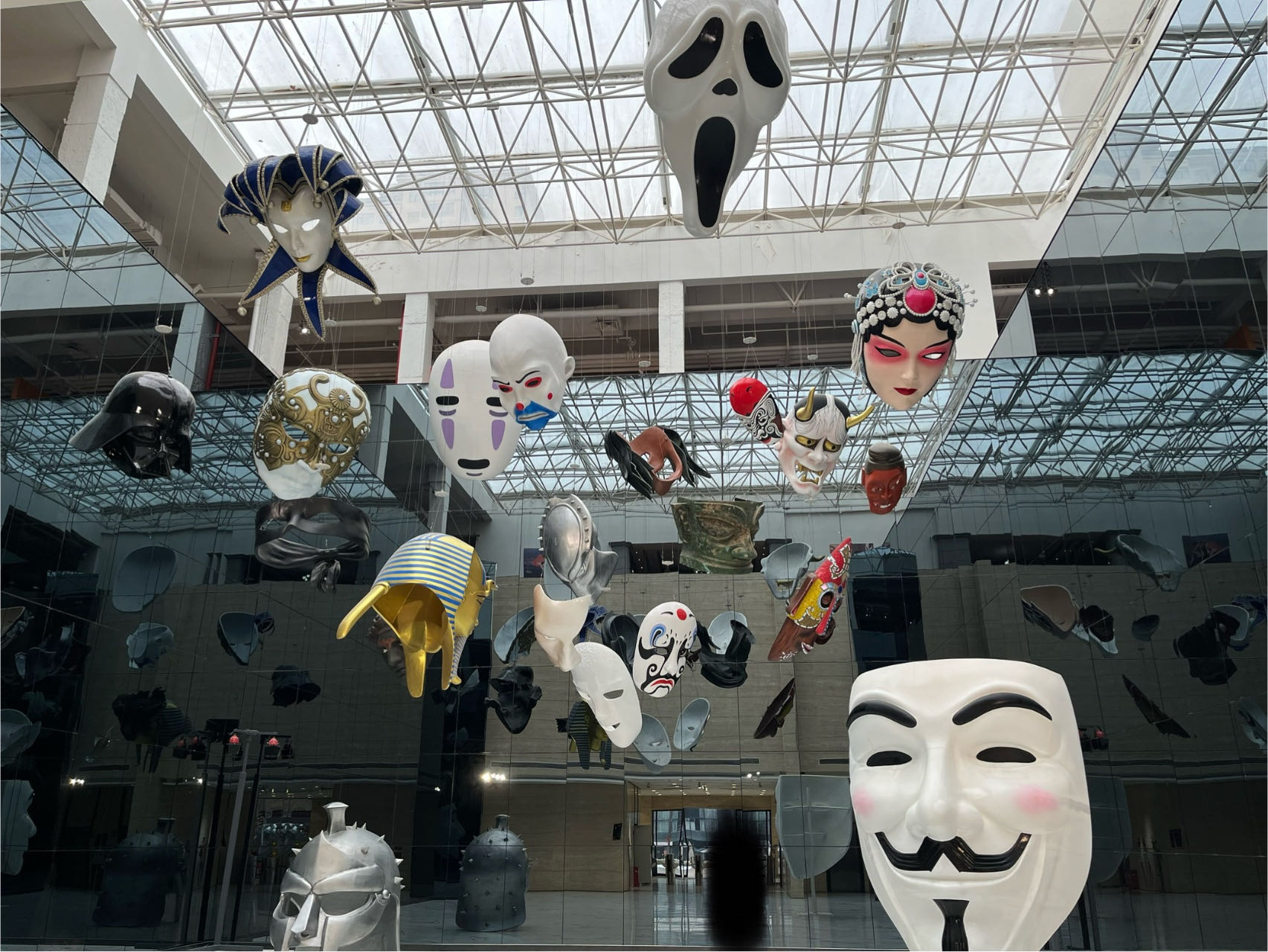
Combinació de màscares tradicionals i de cinema penjades al Museu de Cinema Xiying.

#### Pel·lícules conegudes produïdes per Xiying des de l'any 2000
Del 2000 al 2010, tot i que el nombre de pel·lícules produïdes per Xiying en general ha disminuït, encara hi ha moltes pel·lícules produïdes. Les pel·lícules més conegudes inclouen "Beautiful Big Feet" (2002) dirigida per Yang Yazhou, "Pictures" dirigida per Wang Quanan "Ya's Marriage " (2006), "Sunrise and Sunset" dirigida per Teng Wenji i "Heroes of Heaven and Earth" (2003) dirigida per He Ping. :57
Del 2011 al 2013, 21 pel·lícules produïdes per Xiying van guanyar un total de 5 premis internacionals i 5 nacionals. Entre ells, "White Deer Plain" va guanyar el premi de fotografia de l'ós de plata al 62è Festival Internacional de Cinema de Berlín; "Cinema for the Blind" va guanyar el premi del públic a la 15 edició del festival de Busan, Qian Xuesen va guanyar el premi del Departament de Propaganda del Comité Central del Partit Comunista de la Xina pel millor llargmetratge del projecte "5-1". :643 En els últims anys, pel·lícules produïdes per Xiying inclouen "Desert Ambition" i "Goodbye Wang Xiansen", i conegudes sèries de televisió com Zhuangtai.

## Museu del Cinema Occidental

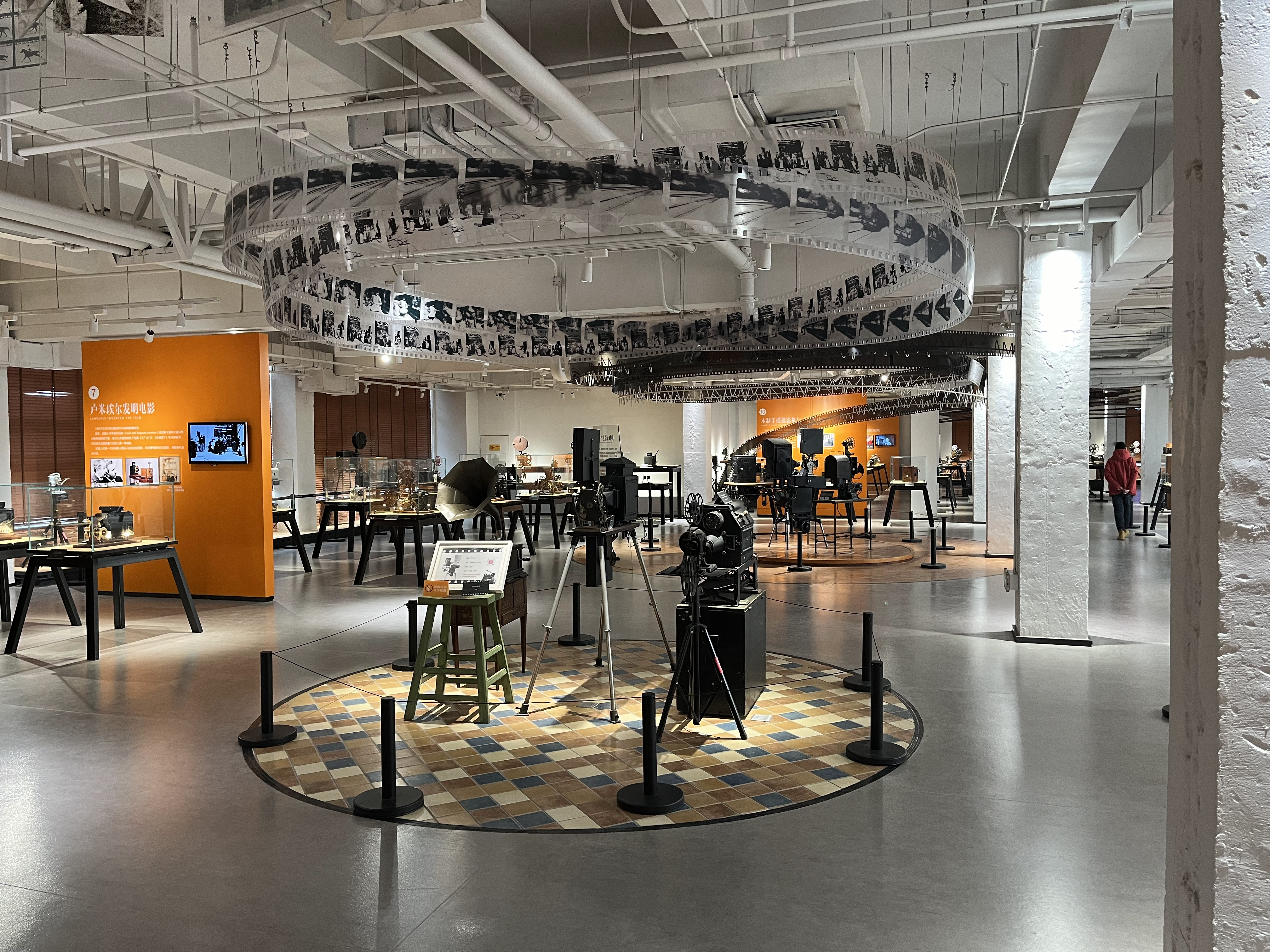
Diversos accessoris de pel·lícules s'exhibeixen dins del Museu de Cinema Xiying.

El West Film Museum es va establir el 18 de maig de 2020. :31 Es troba a l'edifici de l'antiga seu de Xiying. :202 És un edifici construït sobre la base de l'antic estudi de cinema original de Xi'an, un punt de referència del turisme d'oci per a la visualització, l'exhibició i l'experiència. L'àrea d'exhibició és d'uns 10.000 metres quadrats i es compon d'àrees funcionals com la sala de prefaci temàtic, el museu d'automòbils de pel·lícules clàssiques, la biblioteca de col·leccions de pel·lícules i el Museu d'Història de la Xiying. :202 L'exposició se centra principalment en la cultura i l'art cinematogràfic xinesos i estrangers, i es basa en les obres cinematogràfiques, accessoris cinematogràfics o materials produïts per Xiying en les últimes dècades. L'àrea d'exhibició pren elements cinematogràfics com a punt d'entrada, segueix de prop el tema de l'art i la cultura cinematogràfica, registra la història de les pel·lícules occidentals i xineses i reflecteix el procés de desenvolupament de les pel·lícules arreu del món.:31